# Königerode
Königerode es una población dependiente administrativamente de Harzgerode en el estado de Sajonia-Anhalt.

## Geografía
Königerode se encuentra en el bajo Harz, entre los valles de Einetal y Wippertal, y es atravesado por la carretera federal B 242. Otras vías de circulación rápida en sus alrededores son la B6n y las autopistas A38 y A14.
Königerode se encuentra entre campos de cereales y bosques, habiendo en sus inmediaciones un pequeño lago (Mönchsteich) que constituye un lugar de esparcimiento.

## Historia
La primera referencia histórica a Königerode se produce el 6 de enero de 992, en tiempos del Emperador Otón III, a propósito de la fundación de un convento.
Entre el 1225 y el 1400 Königerode fue dependiente de Anhalt, un condado localizado entre los Montes Harz y el río Elba. En el 1400 en es concedida como dote en la boda de Margarita de Anhalt con Alberto VI de Mansfeld, y finalmente en 1579 se incorpora al Electorado de Sajonia.
Königerode padeció en 1690 la persecución de brujas en la cual se vio implicado el organista Melchior Lippp.
Por un breve espacio de tiempo, entre 1708 y 1715, el condado de Mansfeld pasó al Electorado de Hanóver, y durante la ocupación napoleónica (1807-1813) se encuadró en el cantón de Wippra, reino de Westfalia. Desde 1816 a 1944 fue parte de la provincia prusiana de Sajonia. En la Segunda Guerra Mundial, los norteamericanos ocuparon Königerode por dos meses, tras los cuales pasó a la administración militar del Ejército Rojo.
El 1 de agosto de 2009, Königerode pasó a depender administrativamente de Harzgerode, al igual que otras poblaciones vecinas como Dankerode, Schielo, Siptenfelde y Strassberg.

## Economía e infraestructura
Tras la caída del muro de Berlín se establecieron en Königerode algunas empresas familiares. Entre las más relevantes están la firma de muebles y alfombras Schröder, la de puertas y ventanas FEBA, un concesionario de Ford, una empresa antiplagas, una consulta de fisioterapia o una tienda de sistemas eléctricos. La tasa de paro en Harzgerode se sitúa en torno al 22%.
En 2017, en Königerode había tres bares, una gran sala de fiestas y varios clubes y asociaciones culturales: hípica, banda de música, amigos de la naturaleza y de las aves, y un club deportivo.